# Palladium Hotel Group
Palladium Hotel Group és el nom del setè grup hoteler espanyol i part del Grup d'Empreses Matutes que, fins a novembre de 2012, es coneixia com a "Fiesta Hotel Group". És una multinacional espanyola amb seu a la Illa Balear d'Eivissa. Compta amb una trajectòria de 50 anys en el sector hoteler de l'illa i progressivament s'ha expandit al llarg del planeta. El seu principal propietari és el polític Abel Matutes, que va ser Ministre d'Afers exteriors d'Espanya des de 1996 fins a l'any 2000. En 2014 comptava amb 50 establiments Hotelers en les següents destinacions: Espanya, Sicília, República Dominicana, Mèxic, Jamaica i Brasil.

## Història

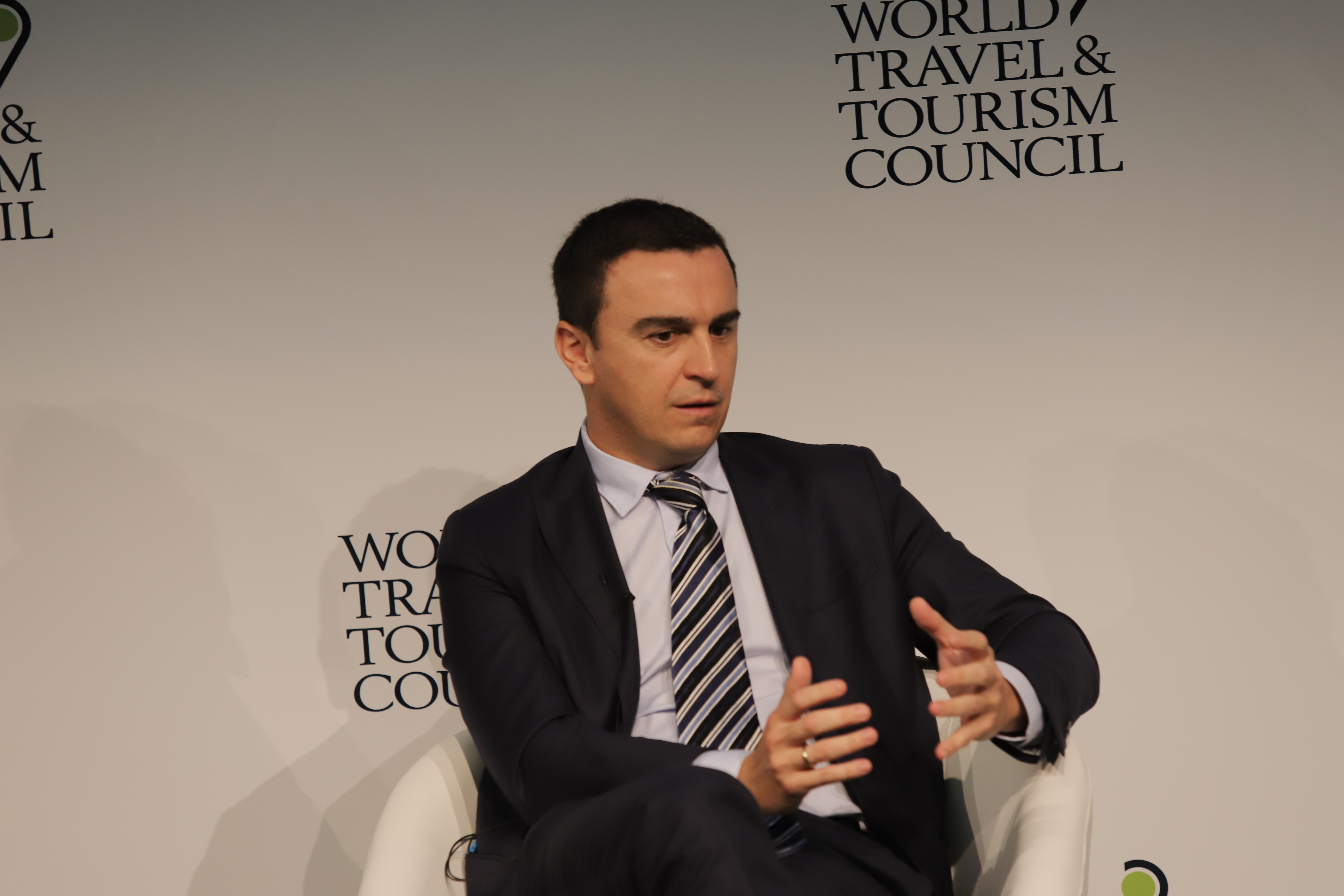
Executiu en cap, Abel Matutes Prats

Durant la ràpida ascensió turística que sofrien les illes balears a la fi de la dècada de 1960, la família Matutes va inaugurar 2 hotels a Eivissa. Anys després, durant els anys 1970, es va expandir cap a Menorca i Mallorca, arribant a convertir-se en una de les cadenes capdavanteres al mercat vacacional espanyol. Època durant la qual també va aparèixer la insígnia Festa Hotels & Resorts.
En els anys 1980, es va introduir en les Illes Canàries, inaugurant dos establiments a Tenerife i un tercer a Fuerteventura. Durant la dècada de 1990, va iniciar la seva expansió cap al Carib inaugurant 3 luxosos ressorts en platja Bavarès (República Dominicana) i un hotel a Santo Domingo. Amb la inauguració d'aquest últim, es va introduir en el sector d'hotels de ciutat. Posteriorment, va inaugurar dos establiments més a València i a Madrid.
El 2008 la companyia va engegar un pla estratègic que durarà fins al 2012. La seva expansió i millora dels establiments existents compta amb un pressupost d'al voltant de 420 milions d'euros, dels quals més de 300 seran destinats als hotels de les marques The Royal Suites i Grand Palladium. El pla pretén assegurar la sostenibilitat i el creixement del grup a nivell mundial. A més incorporarà nous projectes com a camps de golf i spas.
El 2011, la cadena va engegar una nova marca que es diu Ushuaïa Eivissa Beach Hotel a Eivissa (ciutat) que consisteix en un concepte d'hotel-club amb actuacions de música electrònica en directe, que va ser ampliat en 2013 amb l'obertura del Ushuaïa Tower, un edifici annexo a l'anterior que forma complex hoteler amb ell.
A l'octubre de 2012, la cadena va iniciar un procés de canvi de nom i marca, adoptant el del seu producte de luxe, i passant a cridar-se Palladium Hotel Group en lloc de Festa Hotel Group.
En el 2014, la cadena va obrir a Eivissa (ciutat) el primer hotel de la marca Hard Rock a Europa, amb el Hard Rock Hotel Eivissa.

## Mallorca
A Mallorca compta amb quatre establiments en el complex turístic de Magaluf, enfocats a turisme juvenil. La plantilla de treball suma al voltant de 140 empleats que proveeixen serveis les 24 hores.
- Mallorca Rocks Hotel Building 1
- Mallorca Rocks Hotel Building 2
- Mallorca Rocks Apartments
- Fresh Aparthotel Sàhara